# Opbrakel

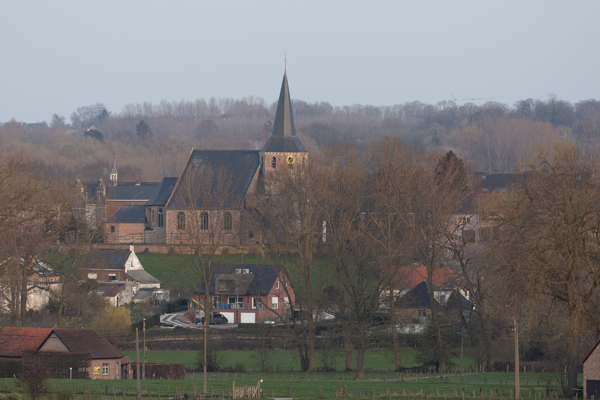
Zicht op Opbrakel

Opbrakel is een dorp in de Belgische provincie Oost-Vlaanderen en een deelgemeente van Brakel.  De plaats telt ongeveer 1700 inwoners. 
Deelgemeente Opbrakel ligt in het zuidwesten van de gemeente. De dorpskern sluit bijna aan op die van het grotere Nederbrakel. Opbrakel ligt in het zuiden van de provincie in de Denderstreek, tegen de grens met Wallonië.
In de deelgemeente liggen nog verschillende gehuchtjes en wijken, zoals Boekkouter, Hutte, Leinstraat, Riebeke, Ten Berge en Verrebeek.

## Geschiedenis
Op het grondgebied werden enkele bijlen uit de late steentijd en resten van een grafheuvel uit de bronstijd aangetroffen. Verder werd een nederzetting uit de vroege La Tène-periode gevonden en overblijfselen uit de Galloromeinse tijd. De nabijheid van de Romeinse weg zal daar zeker een rol in hebben gespeeld.
In 866 werd Brakel voor het eerst vermeld, als Villa Bragio. Er was sprake van een domein dat tot de Abdij van Lobbes behoorde. Omstreeks 1096 kwam het patronaatsrecht van de kerk aan de Abdij van Ename.
Opbrakel was een heerlijkeid die van de 11e tot de 14e eeuw aan de familie van Brakel toebehoorde. Eind 18e eeuw was de heerlijkheid in bezit van de familie Maroucx. De heerlijkheid werd opgeheven en in 1863 werd het feodaal kasteel gesloopt.
Pas in de loop van de 19e eeuw vormde zich een dorpskern rond de kerk. In 1845-1846 werd de Ronsesestraat aangelegd en in 1885 kwam er een stationnetje op de lijn van Zottegem naar Ronse. Industriële nijverheid kwam vooralsnog niet tot stand maar in de 20e eeuw kwam een bedrijventerrein tot stand dat tussen Opbrakel en Nederbrakel in is gelegen.
Opbrakel bleef een zelfstandige gemeente tot aan de gemeentelijke herindeling van 1971.

## Bezienswaardigheden

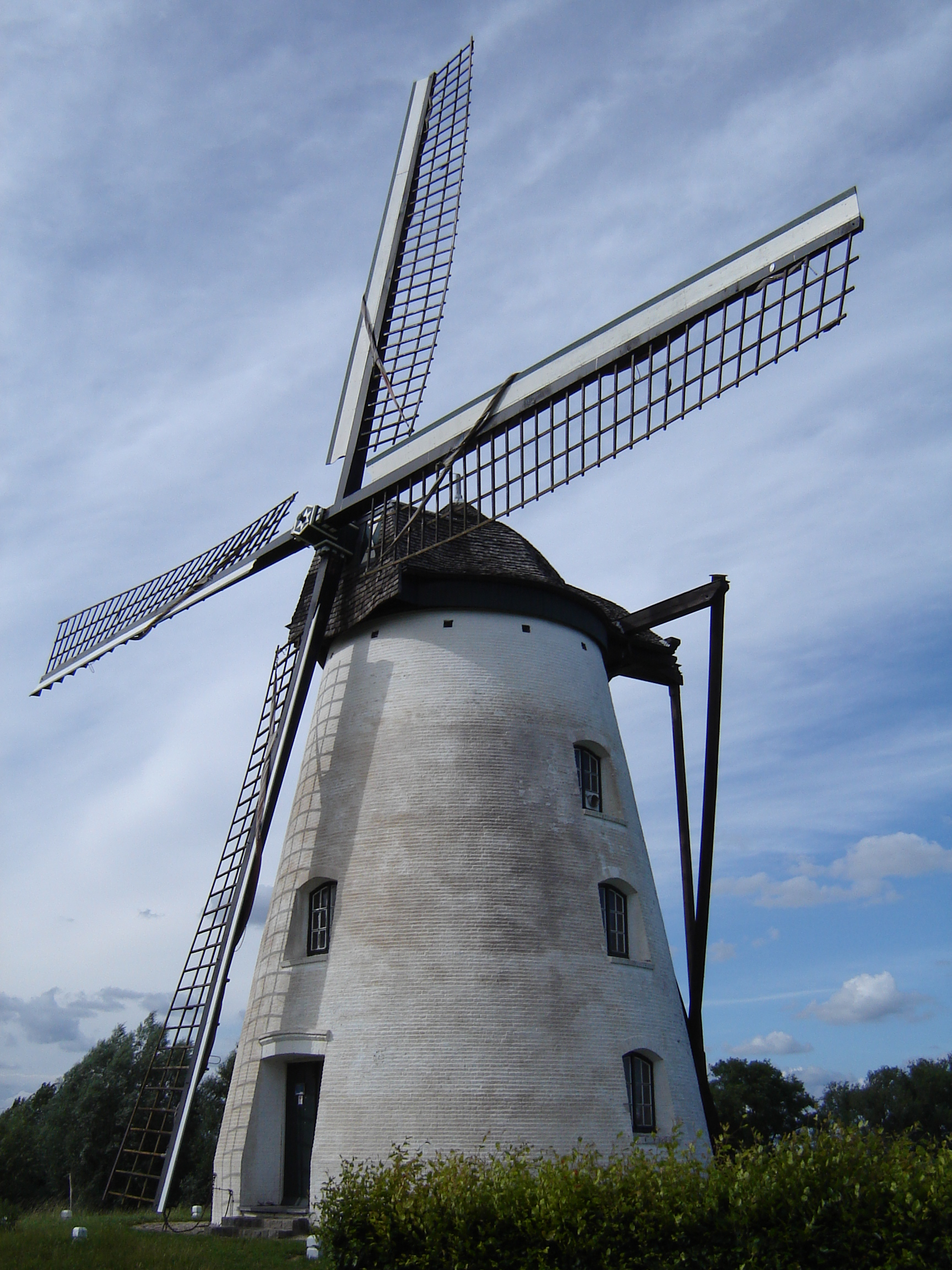
Verrebeekmolen

- De beschermde Sint-Martinuskerk, waarvan de toren dateert uit de 13de eeuw
- Het Moederhuis van de congregatie der zusters penitenten van Sint-Franciscus van Assisi van Opbrakel
- Het Ludvinakruis
- Het Wegkruis
- De Verrebeekmolen, een stenen windmolen
- De Watermolen op Grotenbroek
- De Romeinse weg Bavay-Velzeke of "Brunehildeweg" die de Franse stad Bavay met Gent verbond was een van de oudste verbindingswegen tussen Vlaanderen en Henegouwen.
- Het Hof te Wolfskerke, een eeuwenoude hoeve en uitbating gelegen aan de gelijknamige straat.
- Het Hof ten Bossche aan het Brakelbos.
- Het Mullenskasteel

## Natuur en landschap
Opbrakel ligt in de Vlaamse Ardennen op een hoogte van 40-130 meter. In het zuiden ligt een reeks beboste getuigenheuvels waarin zich bronnetjes bevinden die ook de Verrebeek voeden welke naar het noorden stroomt.
De belangrijkste natuurgebieden zijn: het Brakelbos, het Hayesbos, het Livierenbos en de vallei van de Verrebeek.

## Demografische ontwikkeling
- Bronnen:NIS, Opm:1831 tot en met 1970=volkstellingen; 1976 = inwoneraantal op 31 december

## Sport
In Opbrakel speelt de voetbalclub SK Opbrakel.

## Trivia
- Midden jaren 70 werden in Opbrakel de uitzendingen voor het radiostation Radio Mi Amigo illegaal opgenomen.
- Sedert 1988 werd in Opbrakel het grootste landelijk rustoord van Oost-Vlaanderen opgericht, het Sint Franciscustehuis. Het rusthuis is niet alleen bekend om zijn kwaliteit van zorg, maar eveneens om zijn pioniersrol in het introduceren van huisdieren in zorginstellingen.
- In Opbrakel was er aan spoorlijn 82 (Aalst - Ronse) ook een station Opbrakel.

## Bekende inwoners
- Van 1907 tot 1921 was E.H. Jozef Bal pastoor in Opbrakel, hij was de samensteller van het eerste bekende Nederlandstalig encyclopedische woordenboek vanaf 1893.
- Schrijver Paul de Pessemier 's Gravendries bouwde er de woning "Brakelbos" aan de ingang van het vijftig ha grote Brakelbos. Hij woonde er van ca. 1972 tot 2000.

## Geboren in Opbrakel
- 1010: Lietbertus van Kamerijk, bisschop van Kamerijk
- 1915: Marcel D'Haeze, econoom en ambtenaar (overleden 1990)
- 1937: Herman De Croo, liberaal politicus
- 1950: Luk Van Mello, acteur (overleden 2020)
- 1960: Marc Godfroid, (jazz)trombonist
- 1963: Corinne Debaets, atlete
- 1969: Serge Baguet, wielrenner
- 1970: Peter Van Petegem, wielrenner
- 1972: Sandy Martens, voetballer

## Nabijgelegen kernen
d'Hoppe, Schorisse, Nederbrakel, Vloesberg
Deelgemeenten: Elst · Everbeek · Michelbeke · Nederbrakel · Opbrakel · Parike · Zegelsem

Overige dorpen, gehuchten en wijken: Boekkouter · Everbeek-Beneden · Everbeek-Boven · Hutte · Rovorst · Sint-Maria-Oudenhove (deels) · Verrebeek 

Belgische gemeenten · Arrondissement Oudenaarde · Oost-Vlaanderen · Vlaanderen